# Pont de Bacunayagua
Le pont de Bacunayagua est un ouvrage d'art de Cuba, qui permet à la Via Blanca de franchir la vallée de Yumuri.

## Situation
Le pont est situé sur la municipalité de Matanzas, à 18 km à l'ouest de la ville de Matanzas, à la limite entre les municipalités de Santa Cruz del Norte (province de Mayabeque) et de Matanzas (province de Matanzas). C'est le pont le plus haut de Cuba.
Il porte le nom du fleuve qu'il enjambe et du village côtier situé à environ 1,5 km en aval du site. Il facilite la liaison routière entre La Havane et Matanzas par la Via Blanca qui relie aujourd'hui la capitale à Varadero, la principale station balnéaire de Cuba.

## Caractéristiques
C'est un pont routier (pour les automobiles). Son type de construction est en pont en arc. Le matériau utilisé pour l'arc et pour les piles est le béton armé.
La longueur totale du pont est de 313,5 m ; sa hauteur au-dessus de l'eau, c'est-à-dire par rapport au fond de la vallée de Yumuri, est de 110 m ; et la portée de l'arc est de 114 m.

## Histoire
Le pont de Bacunayagua a été conçu par Luis Sáenz Duplace et sa construction débuta en 1956 (sous le régime de Fulgencio Batista). Il fut inauguré après la Révolution cubaine, le 26 septembre 1959, par Fidel Castro et Celia Sánchez, et ouvert à la circulation le mois suivant.

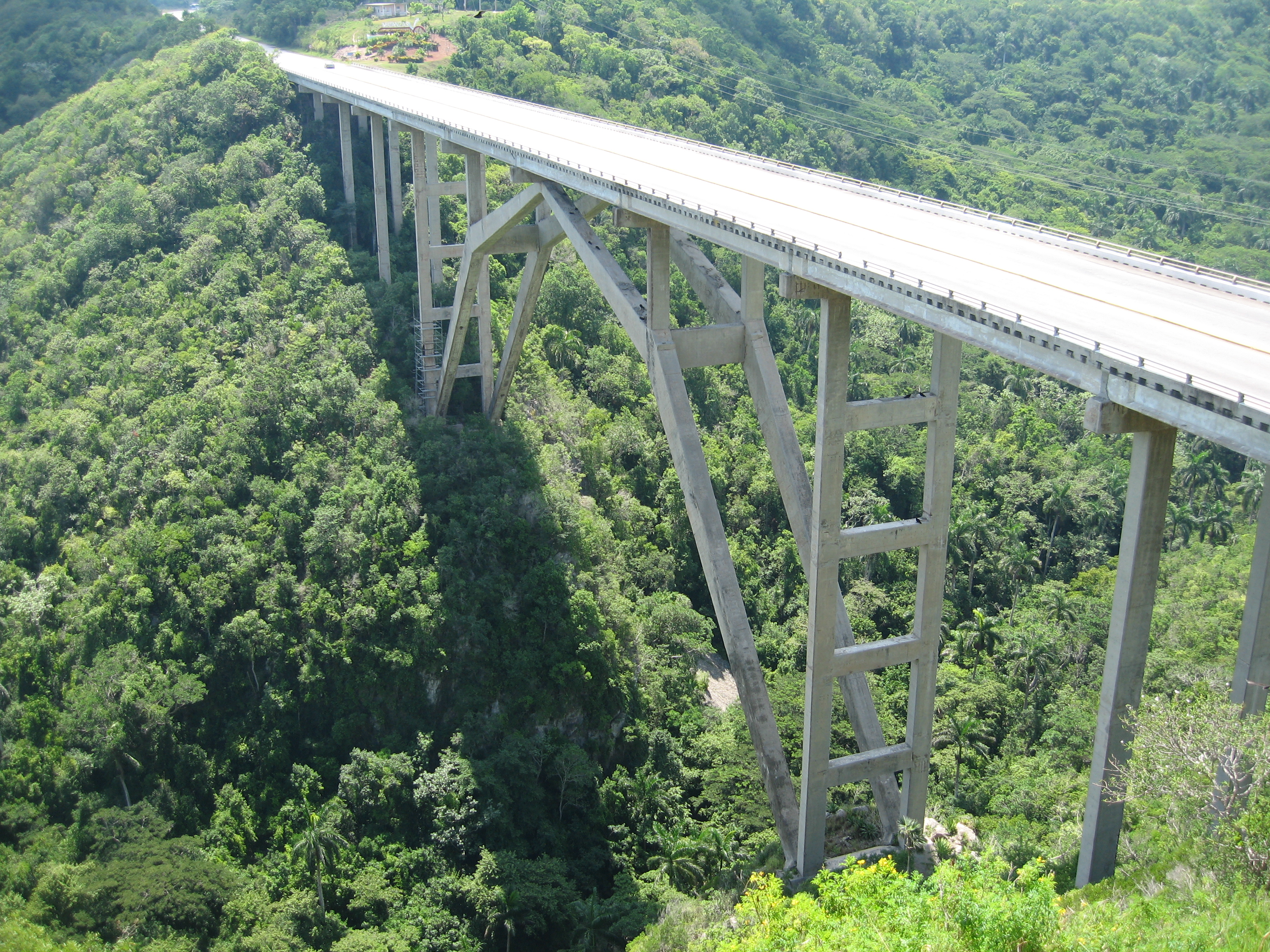
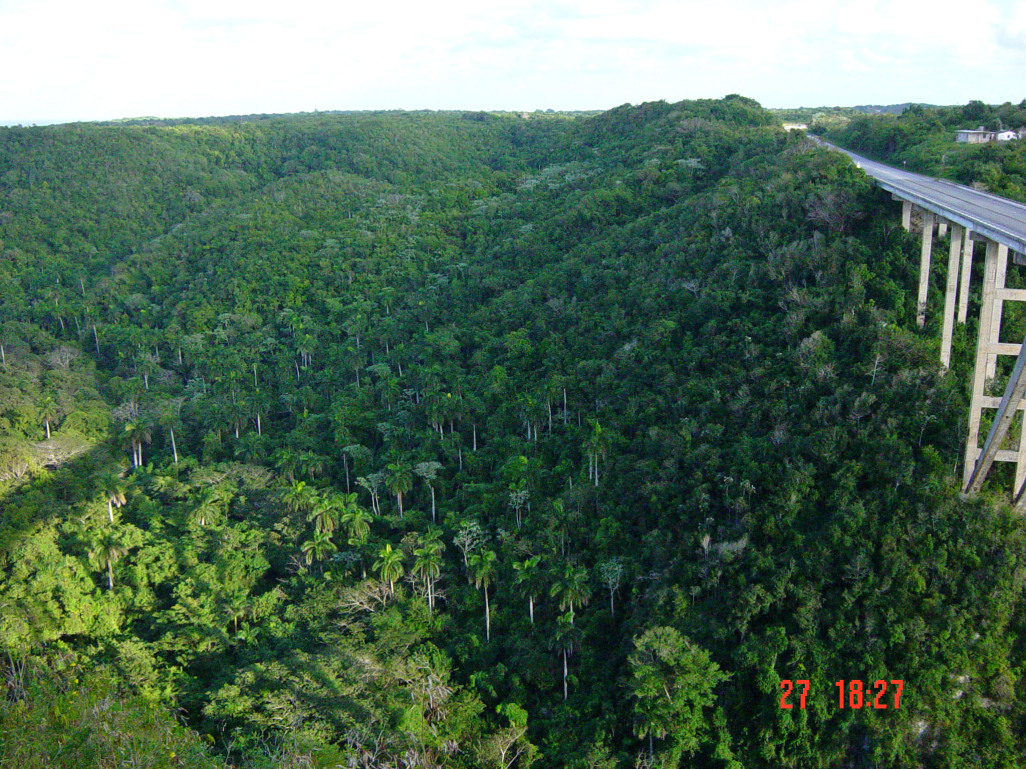
Fond de vallée
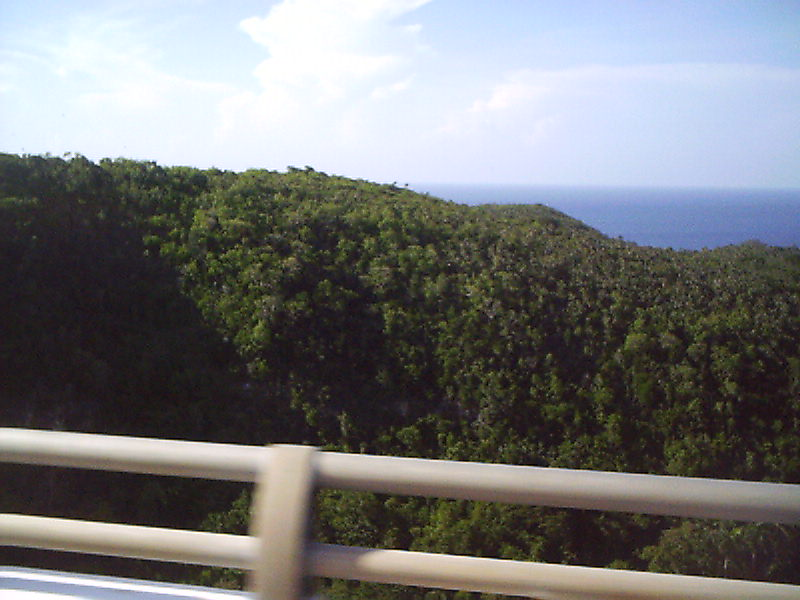
Vue vers le nord
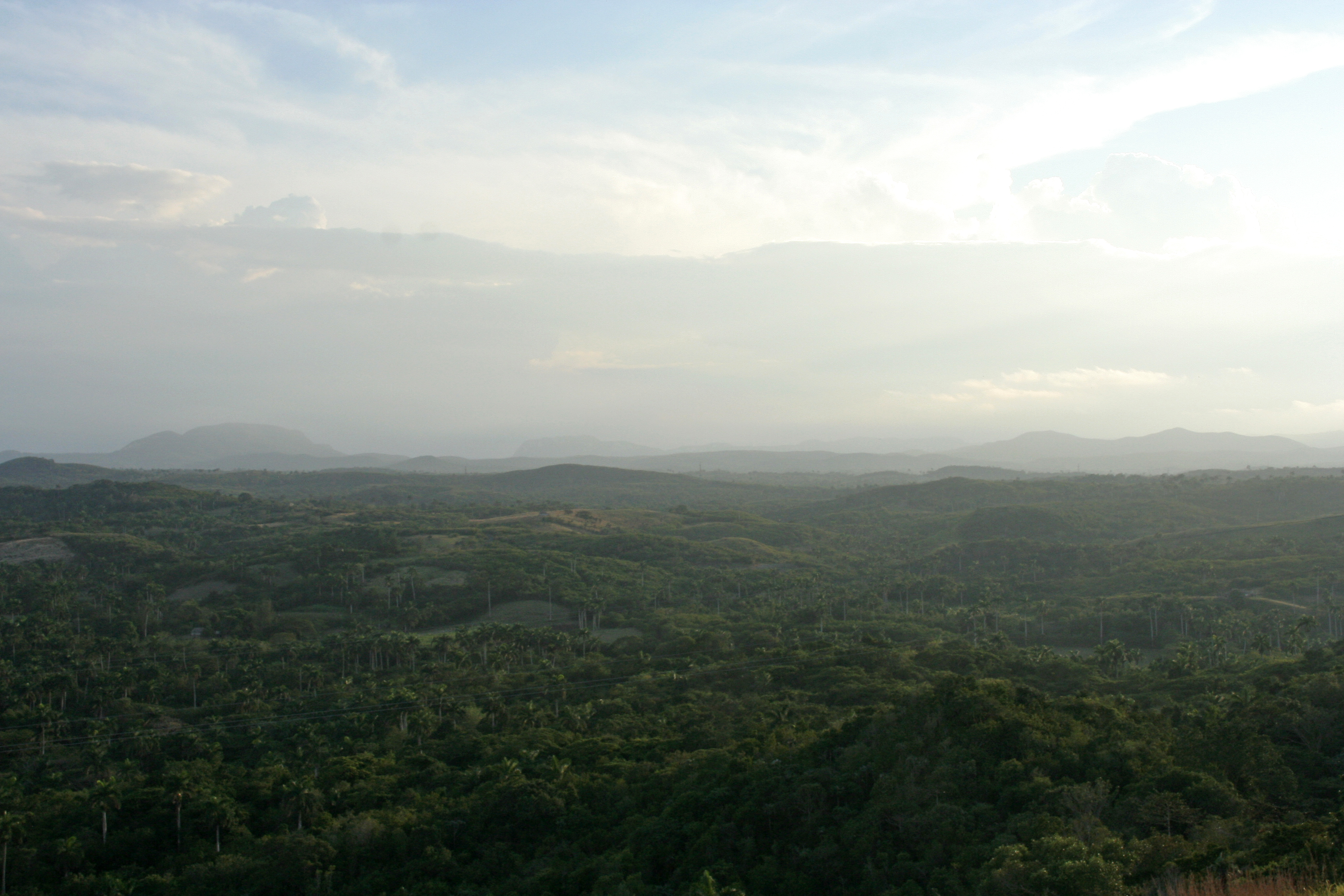
Vue vers le sud